# Cybalomia fenestrata
Cybalomia fenestrata là một loài bướm đêm trong họ Crambidae.